# Gordejki
Gordejki est un village polonais du district administratif d'Olecko, dans le powiat d'Olecko, voïvodie de Varmie-Mazurie, au nord-est du pays. 
Il est situé à environ 7 km à l'ouest d'Olecko et à 129 km à l'est de la capitale régionale Olsztyn.
Fondé en 1557, le village prend le nom d'Andrzej Gordejka, son fondateur. Pendant les voïvodies de Pologne de 1975 à 1998, la commune appartenait administrativement à la voïvodie de Suwałki.

## Histoire
Jusqu'en 1945, Gordeyken fait partie de l'arrondissement d'Oletzko (de 1933 à 1945 : arrondissement de Treuburg) dans le district de Gumbinnen de la province prussienne de Prusse-Orientale.